# Desmopterella dahli
Desmopterella dahli är en insektsart som beskrevs av Willy Adolf Theodor Ramme 1941. Desmopterella dahli ingår i släktet Desmopterella och familjen Pyrgomorphidae. Inga underarter finns listade i Catalogue of Life.